# Dicranomyia (Peripheroptera) glochinoides
Dicranomyia (Peripheroptera) glochinoides is een tweevleugelige uit de familie steltmuggen (Limoniidae). De soort komt voor in het Neotropisch gebied.